# Dichromodes denticulata
Dichromodes denticulata är en fjärilsart som beskrevs av Turner 1930. Dichromodes denticulata ingår i släktet Dichromodes och familjen mätare. Inga underarter finns listade i Catalogue of Life.